# Seznam německých letadlových lodí

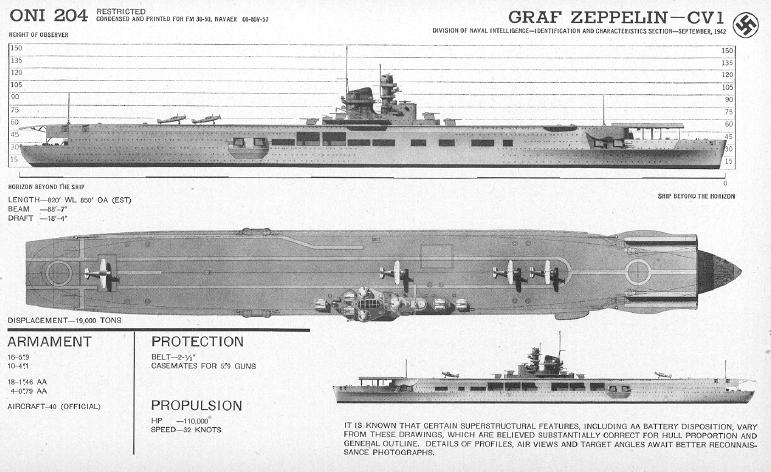
Plán lodi Graf Zeppelin

Seznam německých letadlových lodí obsahuje všechny letadlové lodě, které byly stavěny pro Kaiserliche Marine, Reichsmarine a Kriegsmarine.

## Seznam lodí

### TřídaI(1915)
- I - stavba zrušena

### TřídaGraf Zeppelin
- Graf Zeppelin - stavba zrušena
- Flugzeugträger B - stavba zrušena

### TřídaI(1942)
- I - stavba zrušena

### TřídaJade
- Jade - stavba zrušena
- Elbe - stavba zrušena

### TřídaSeydlitz
- Seydlitz - stavba nedokončena

### TřídaII
- II - stavba zrušena